# Scyphoniscus
Scyphoniscus är ett släkte av kräftdjur. Scyphoniscus ingår i familjen Scyphacidae.
Kladogram enligt Catalogue of Life:
| Scyphoniscus | \| \| Scyphoniscus magnus \| \| \| \| \| \| Scyphoniscus waitatensis \| \| \| \| |
|              | \| \| Scyphoniscus magnus \| \| \| \| \| \| Scyphoniscus waitatensis \| \| \| \| |
|              | Haloniscus                                                                       |
|              |                                                                                  |
|              | Marioniscus                                                                      |
|              |                                                                                  |
|              | Quelpartoniscus                                                                  |
|              |                                                                                  |
|              | Scyphacella                                                                      |
|              |                                                                                  |
|              | Scyphax                                                                          |
|              |                                                                                  |
|              | Scyphoniscus magnus                                                              |
|              |                                                                                  |
|              | Scyphoniscus waitatensis                                                         |
|              |                                                                                  |

|  | Scyphoniscus magnus      |
|  |                          |
|  | Scyphoniscus waitatensis |
|  |                          |